# جيمس كارسون بريكينريدغ
جيمس كارسون بريكينريدغ (بالإنجليزية: James Carson Breckinridge) هو ضابط أمريكي، ولد في 13 أكتوبر 1877 في ممفيس في الولايات المتحدة، وتوفي في 2 مارس 1942 في Summit Point, West Virginia ‏ في الولايات المتحدة.